# القبيصي
عبد العزيز بن عثمان القبيصي الهاشمي، أبو الصقر (توفي نحو 380 هـ / 967 م ) هو عالم بالفلك، من الأدباء الشعراء.

## آثاره
له «المدخل إلى علم النجوم» و«نقض رسالة عيسى بن علي في إبطال أحكام النجوم» و«رسالة في امتحان المنجمين» أرسلها إلى الأمير سيف الدولة.